# Inner City Blues (Make Me Wanna Holler)
Inner City Blues (Make Me Wanna Holler) är en låt samskriven och lanserad av Marvin Gaye. Låten var avslutande spår på albumet What's Going On och var även den tredje och sista singeln från skivan. Texten är en skildring av det hårda, laglösa och fattiga livet i de amerikanska storstädernas getton. Singelversionen av låten är betydligt kortare än albumversionen. Albumversionen avrundas dessutom med en kort repris av titelspåret från What's Going On.
Låten har senare spelats in av Grover Washington Jr., The Chi-Lites, The Impressions (alla 1972), Gil Scott-Heron (1981), Joe Cocker (1986), Maceo Parker (1998) och John Mayer (2004).

## Listplaceringar
- Billboard Hot 100, USA: #9[1]
- Billboard R&B Singles: #1